# Loma Bonita, San Luis Acatlán
Loma Bonita är en ort i Mexiko.   Den ligger i kommunen San Luis Acatlán och delstaten Guerrero, i den sydöstra delen av landet, 300 km söder om huvudstaden Mexico City. Loma Bonita ligger 820 meter över havet och antalet invånare är 308.
Terrängen runt Loma Bonita är huvudsakligen kuperad. Loma Bonita ligger uppe på en höjd. Runt Loma Bonita är det ganska glesbefolkat, med 34 invånare per kvadratkilometer. Närmaste större samhälle är San Luis Acatlán, 5,8 km nordväst om Loma Bonita. Omgivningarna runt Loma Bonita är en mosaik av jordbruksmark och naturlig växtlighet.